# Mohsen Fakhrizadeh
Mohsen Fakhrizadeh Mahabadi (tiếng Ba Tư: محسن فخری‌زاده مهابادی; 1958 – 27 tháng 11, năm 2020) là một chuẩn tướng trong Quân đoàn Vệ binh Cách mạng Hồi giáo, một nhà vật lý hàn lâm và là một quan chức cấp cao trong chương trình hạt nhân của Iran. Ông lãnh đạo Tổ chức Nghiên cứu và Đổi mới Phòng thủ và Dự án Muối xanh. Ông dạy vật lý tại Đại học Imam Hossein. Năm 2018, Thủ tướng Israel Benjamin Netanyahu tuyên bố rằng Fakhrizadeh là người đứng đầu Dự án AMAD. Các ấn phẩm phương Tây mô tả ông là nhà khoa học hạt nhân hàng đầu của Iran.
Có khả năng do mối liên hệ với chương trình hạt nhân bị cáo buộc của Iran, Fakhrizadeh đã bị ám sát vào ngày 27 tháng 11 năm 2020. Iran, các nhà bình luận và một quan chức Mỹ giấu tên cho rằng Israel chịu trách nhiệm.

## Tiểu sử
Fakhrizadeh sinh ở Qom năm 1958. Ông  trở thành thành viên của Quân đoàn Vệ binh Cách mạng Hồi giáo sau Cách mạng Iran năm 1979.

## Dự án 111
Các cơ quan tình báo phương Tây, bao gồm cả Hoa Kỳ, cáo buộc rằng Fakhrizadeh phụ trách chương trình hạt nhân của Iran, Dự án 111, mà họ cho là hoặc là một nỗ lực tạo ra bom hạt nhân cho Iran;  Iran đã phủ nhận rằng chương trình hạt nhân của họ có khía cạnh quân sự. Fakhrizadeh được coi là giám đốc của Dự án Muối xanh. Theo The New York Times, Fakhrizadeh được mô tả trong các phần mật của các báo cáo tình báo Mỹ là người tham gia sâu vào nỗ lực thiết kế đầu đạn hạt nhân cho Iran. Sau khi Dự án AMAD ngừng hoạt động, Fakhrizadeh trở thành nhà khoa học đứng đầu Tổ chức Nghiên cứu và Đổi mới Phòng thủ, một tổ chức được chính phủ tài trợ chuyên nghiên cứu và phát triển vũ khí hạt nhân.

## Bị ám sát

### Vụ phục kích
Vào ngày 27 tháng 11 năm 2020, Fakhrizadeh đã bị phục kích khi đang đi trên chiếc Nissan Teana màu đen (ảnh bên phải) trên một con đường nông thôn ở Absard, một thành phố gần Tehran. Đi cùng đoàn xe bọc thép gồm 3 xe bọc thép, anh lái xe bọc thép chở vợ. Nhiều báo cáo về vụ việc sau đây mâu thuẫn với nhau và có những tường thuật cạnh tranh.
Một số tài liệu mô tả một chiếc xe tải Nissan, chở chất nổ được giấu bên dưới một đống gỗ, đã phát nổ gần xe của Fakhrizadeh. 
Theo The New York Times và BBC, các tay súng sau đó đã xuất hiện bắn vào xe của Fakhrizadeh. Các vệ sĩ của Fakhrizadeh sau đó đã đụng độ với các tay súng. Trong cuộc đấu súng, ba vệ sĩ đã bị những kẻ tấn công bắn chết, trong khi những người khác bị thương. Các nguồn tin của Iran báo cáo rằng 3-4 trong số những kẻ tấn công đã bị giết. Các thành viên gia đình của Fakhrizadeh cũng thiệt mạng hoặc bị thương trong vụ tấn công. Cũng có báo cáo về một kẻ tấn công tự sát, người sau đó đã chết vì vết thương của mình.
Một báo cáo khác mô tả một đội gồm 12 lính đặc nhiệm được đào tạo bài bản. Theo báo cáo, họ được đi cùng với một nhóm hỗ trợ khoảng 50 người đã hỗ trợ hậu cần và cắt điện cho khu vực. Khi đoàn xe đến gần, chiếc xe tải Nissan đã phát nổ để ngăn đoàn xe. Một đội xung kích gồm hai tay súng bắn tỉa và bốn tay súng trên chiếc xe jeep Hyundai Santa Fe sau đó đã bắn vào đoàn xe của Fakhrizadeh. Bốn chiếc xe máy cũng được những kẻ tấn công sử dụng. Fakhrizadeh sau đó đã bị lôi ra khỏi xe và bị bắn. Lời kể này một phần được chứng minh bởi một nhà làm phim tài liệu của Quân đoàn Vệ binh Cách mạng Hồi giáo..
Sau đó, một tài liệu mâu thuẫn khác xuất hiện, khi Fars News Agency báo cáo rằng không có tay súng nào hiện diện và chỉ một khẩu súng máy điều khiển từ xa gắn trên xe Nissan được sử dụng trong cuộc tấn công. Theo tài liệu này này, Fakhrizadeh đã thoát ra khỏi xe của mình sau khi nó va phải một vật gì đó. Khẩu súng tự động sau đó đã bắn trúng ông vài phát. Khi ông chết, chiếc xe tải Nissan phát nổ.

#### Hậu quả
Fakhrizadeh được cho là bị trúng đạn vào lưng. Được đưa lên máy bay trực thăng của cảnh sát, sau đó ông được đưa đến bệnh viện nhưng đã chết sau khi nỗ lực hồi sức không thành công.
Sau vụ việc, các lực lượng an ninh Iran được cho là đã bắt đầu dừng các phương tiện ở Tehran để truy tìm thủ phạm. Cho đến nay, không có nhóm nào nhận trách nhiệm về việc ông ta.